# Новая Благодать
Новая Благодать — опустевшая деревня в Каменском районе Тульской области в составе сельского поселения Яблоневское.

## География
Деревня находится в южной части Тульской области на расстоянии приблизительно 15 км на юг по прямой от села Архангельское, административного центра района.

## История
В 1926 году здесь было учтено 15 дворов, в конце 1930-х годов — 38.

## Население
Постоянное население составляло 107 человек (1926 год), 0 как в 2002 году, так и в 2010.